# Canthon cinctellus
Canthon cinctellus är en skalbaggsart som beskrevs av Ernst Friedrich Germar 1824. Canthon cinctellus ingår i släktet Canthon och familjen bladhorningar. Inga underarter finns listade.